# Павловский (Марий Эл)
 Павловский  — выселок в Оршанском районе Республики Марий Эл. Входит в состав Шулкинского сельского поселения.

## География
Находится в северной части республики Марий Эл на расстоянии приблизительно 8 км по прямой на восток от районного центра посёлка Оршанка.

## История
Образован в 1930 году переселенцами после пожара в деревне Пуялка Кладбищенская (ныне Пуялка), которые потеряли жильё и имущество во время пожара и решили поселиться на новом месте. Назван по имени первопоселенца. В 1931 году в выселке насчитывалось 23 двора, проживали 112 человек, русские. В 1980-е годы жители начали разъезжаться в поисках работы и жилья. В настоящее время выселок превратился в дачный посёлок. В советское время работали колхозы «Якорь», «Победитель» и «Родина».

## Население
Население составляло 5 человек (русские 100 %) в 2002 году, 3 в 2010.